# Manami Kira
Manami Kira (jap. 吉良 愛美, Kira Manami; * 23. Oktober 1991 in der Präfektur Kumamoto) ist eine ehemalige japanische Hürdenläuferin, die sich auf die 400-Meter-Distanz spezialisiert hat und besonders mit der japanischen 4-mal-400-Meter-Staffel Erfolge feiern konnte.

## Sportliche Laufbahn
Erste internationale Erfahrungen sammelte Manami Kira im Jahr 2013, als sie bei den Asienmeisterschaften in Pune in 57,78 s die Silbermedaille über 400 m Hürden hinter ihrer Landsfrau Satomi Kubokura gewann und mit der japanischen 4-mal-400-Meter-Staffel in 3:35,72 min gemeinsam mit Asami Chiba, Sayaka Aoki und Satomi Kubokura die Bronzemedaille hinter den Teams aus Indien und der Volksrepublik China. Bei den IAAF World Relays 2014 auf den Bahamas wurde sie in 3:34,65 min Zweite im B-Lauf über 4-mal 400 Meter und bei den Asienmeisterschaften in Wuhan gewann sie in 57,144 s erneut die Silbermedaille, diesmal hinter der Bahrainerin Kemi Adekoya. Zudem belegte sie dort mit der Staffel in 3:35,93 min den vierten Platz. 2017 belegte sie bei den Asienmeisterschaften in Bhubaneswar in 58,52 s den fünften Platz im Hürdenlauf und gewann mit der Staffel in 3:37,74 min gemeinsam mit Sayaka Aoki, Kana Ichikawa und Seika Aoyama die Silbermedaille hinter dem vietnamesischen Team. 2021 beendete sie dann ihre aktive sportliche Karriere im Alter von 30 Jahren.
2015 wurde Kira japanische Meisterin im 400-Meter-Hürdenlauf.

## Persönliche Bestleistungen
- 400 Meter: 53,83 s, 24. Juni 2016 in Nagoya
- 100 m Hürden: 13,45 s (+2,0 m/s), 5. Oktober 2015 in Wakayama
- 400 m Hürden: 56,79 s, 6. Juli 2014 in Jinhua